# Bara (Woja)
Bara is een bestuurslaag in het regentschap Dompu van de provincie West-Nusa Tenggara, Indonesië. Bara telt 3320 inwoners (volkstelling 2010).